# Boeing F/A-18 Super Hornet
Il Boeing F/A-18E/F Super Hornet, inizialmente conosciuto come McDonnell Douglas F/A-18E/F Super Hornet, è un caccia bimotore imbarcato multiruolo basato sul McDonnell Douglas F/A-18 Hornet prodotto dalla Boeing. È una versione ingrandita e avanzata dell'F/A-18C e D dell'Hornet.

## Descrizione
Disegnato e inizialmente prodotto dalla McDonnell Douglas, il Super Hornet ha volato la prima volta nel 1995. La produzione in larga scala è iniziata nel settembre 1997, dopo la fusione di McDonnell Douglas e Boeing il mese precedente. Il Super Hornet è entrato in servizio presso la United States Navy nel 1999, sostituendo il Grumman F-14 Tomcat, che è stato ritirato nel 2006, e serve a fianco degli originali Hornet.
La Royal Australian Air Force (RAAF) ha incominciato a utilizzare gli F/A-18A come principale velivolo da caccia dal 1984, e ha inoltre acquistato F/A-18F nel 2007 per sostituire gli ormai obsoleti F-111. I Super Hornet sono entrati in servizio presso la RAAF nel dicembre del 2010.
È stato ordinato e consegnato in 565 esemplari nelle versioni E e F per United States Navy e in 24 esemplari della versione F per la Royal Australian Air Force. Recentemente pare che il Ministero della Difesa tedesco sia interessato all'acquisto di 40 esemplari del caccia per sostituire i Panavia Tornado. Ha un cannone interno M61A2 da 20 mm, può caricare missili aria-aria, missili aria-superficie e bombe. Può caricare carburante addizionale in cinque serbatoi esterni, inoltre può essere configurato come rifornitore in volo.

## Confronto con l'Hornet
Il monoposto F/A-18E e il biposto F/A-18F, nominate ufficialmente Super Hornet e ufficiosamente dagli operatori Rhino, portano il nome e il concetto delle versioni originali più aggiornate Hornet (le ormai ritirate versioni C e D), ma riprogettate dalla Boeing. Esse sono entrate in produzione dal 1995, e sono in servizio dal 1999. I cambiamenti sono molti, a partire dalla superficie dell'airframe ingrandita del 25%, prese d'aria più larghe e rettangolari, l'ingrandimento degli slat sulla parte ripiegabile delle ali e i nuovi motori F414, variante finale dei tradizionali F404. Inoltre i Super Hornet hanno subito variazioni anche nelle avioniche, sostituendo il tastierino dell'UFC con un quarto display multifunzione touch screen, sostituendo il vecchio pannello IFEI (Integrated Fuel/Engine Indicator) con un altro display e cambiando disposizioni di alcuni pannelli e tasti, come il pannello della guerra elettronica, il pannello dell'RWR, il selettore di ripiegatura delle ali, l'aggiornamento del pannello delle luci esterne e la sostituzione dei già presenti display multifunzione. Come la vecchia variante F/A-18D, la più aggiornata F/A-18F ha la possibilità di portare nel cockpit posteriore, al posto di un istruttore, un addetto ai sistemi d'arma.

## Versioni
- F/A-18E: versione di serie monoposto.
- F/A-18F: versione di serie biposto.
- E/A-18G Growler: versione da guerra elettronica del F/A-18F Super Hornet. Entrò in bassa produzione nel 2007, impiegato dalla US Navy nel 2009. L'E/A-18G rimpiazza nella U.S. Navy il Northrop Grumman EA-6B Prowler.
- Super Hornet Block III: nuova variante del cacciabombardiere imbarcato Super Hornet, denominata Super Hornet Block III, proposta da Boeing per complementare la flotta di F-35C della US Navy oltre il 2030. Il Block III si differenzia dall'Advanced Super Hornet, per il fatto che l'enfasi viene posta adesso non più sul miglioramento della capacità stealth del velivolo, ma sull'incremento delle capacità di networking. L'obbiettivo, infatti, è quello di far diventare il Super Hornet un nodo intelligente della rete dell'US Navy IFC-CA (Naval Integrated Fire Control-Counter Air). Per far questo, Boeing propone l'installazione sul velivolo del "super" computer Distributed Targeting Processor-Networked (DTP-N) e del data-link ad alta velocità, basato su protocollo IP, Targeting Network Technology (TNT). A queste modifiche bisogna poi aggiungere un nuovo cockpit con un display "large-area" 10x19 pollici della Elbit, simile a quello proposto per il velivolo con il quale Boeing corre assieme a Saab per la gara T-X e per eventuali future varianti export dell'F-15E Strike Eagle. Nel pacchetto di modifiche rientrano anche altri aggiornamenti già previsti per l'Advanced Super Hornet o che sono in acquisizione per i Super Hornet in servizio. Tra questi, l'IRST a lungo raggio Lockheed Martin AN/ASG-34 (V)1, i serbatoi conformali da 3500 galloni, che aumenterebbero il range del velivolo di 150 NM e il "time on station" fino a mezz'ora, l'Integrated Defensive Electronic Countermeasures (IDECM) AN/ALQ-214 della Harris e migliorie al radar AESA Raytheon APG-79. Al momento, non è tuttavia compresa l'adozione del nuovo motore F414-GE-400.[5]

## Utilizzatori

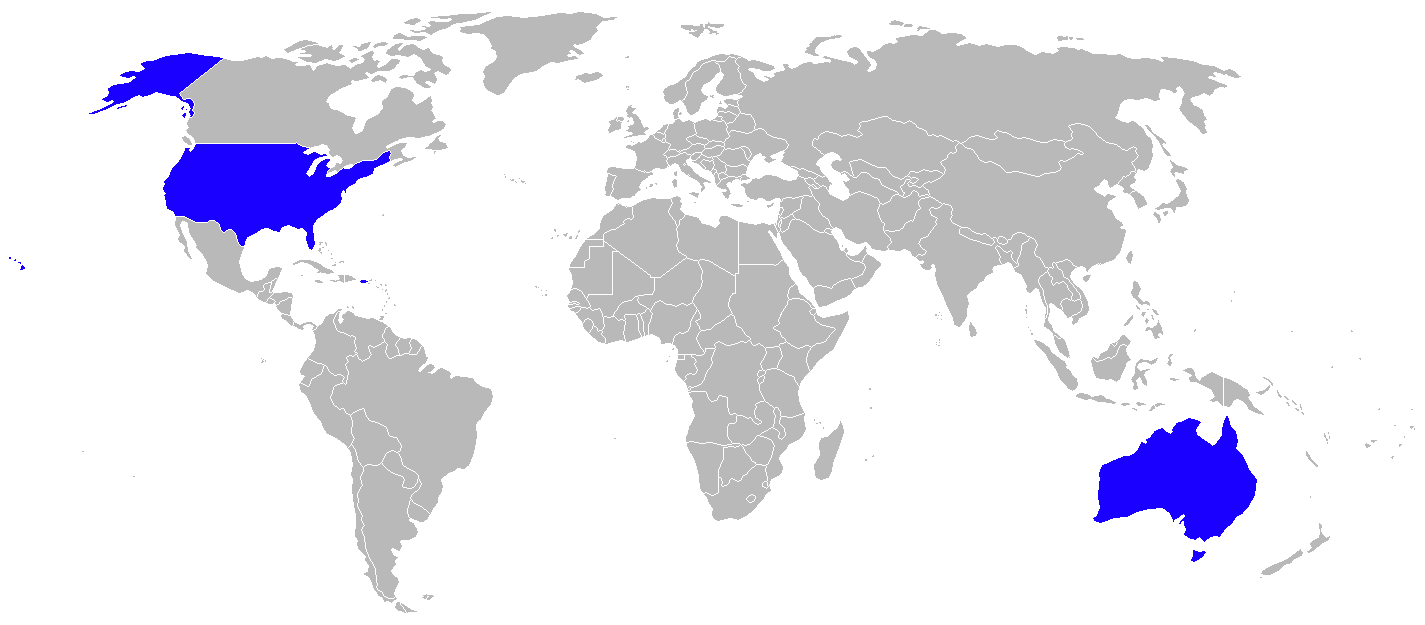
Forze aeree operanti con il Super Hornet nel 2010

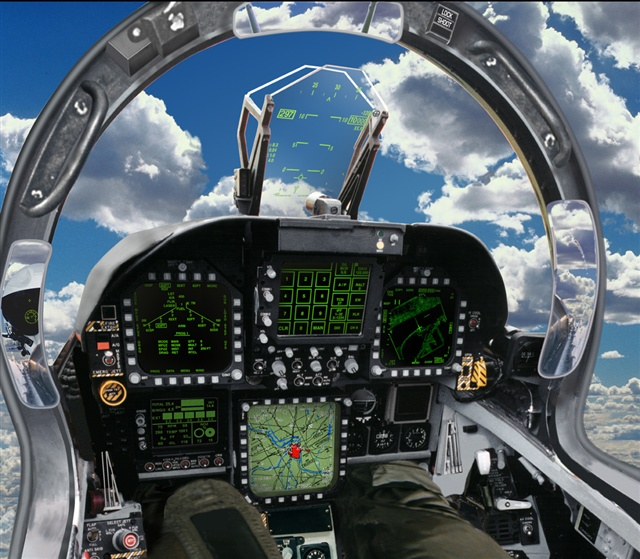
Cabina tradizionale con 3 MFD che sono sostituiti da uno WAD nel Block III.

Australia
- Royal Australian Air Force

24 F/A-18F block II ordinati nel 2007 per sostituire gli F-111.
- - No. 1 Squadron RAAF
  - No. 6 Squadron RAAF

 Kuwait
- Kuwait Air Force

Il 29 settembre 2016 la Casa Bianca ha dato il via libera alla vendita di 28 F/A-18 E/F (22 F/A-18E e 6 F/A-18F, più un'opzione per ulteriori 12 esemplari) per il Kuwait per un valore di 10,1 miliardi di dollari. La fornitura, approvata dal dipartimento di stato americano il 17 novembre 2016, prevede anche 41 radar AESA, vari armamenti, parti di ricambio e supporto logistico.
 United States
- United States Navy

322 monoposto F/A-18E Block II e 286 biposto F/A-18F Block II consegnati fino al 17 aprile 2020. Ulteriori 17 F/A-18E/F Block III (5 monoposto e 12 biposto) ordinati il 19 marzo 2024. Le acquisizioni programmate dovrebbero portare gli esemplari a 573 e tutti della variante Block III.
- - Flotta del Pacifico
    - VFA-2 "Bounty Hunters" (F/A-18F)
    - VFA-14 "Tophatters" (F/A-18E)
    - VFA-22 "Fighting Redcocks" (F/A-18F)
    - VFA-25 "Fist of the Fleet" (F/A-18E)
    - VFA-27 "Royal Maces" (F/A-18E)
    - VFA-41 "Black Aces" (F/A-18F)
    - VFA-86 "Sidewinders" (F/A-18E)
    - VFA-94 "Mighty Shrikes" (F/A-18E)
    - VFA-97 "Warhawks" (F/A-18E)
    - VFA-102 "Diamondbacks" (F/A-18F)
    - VFA-113 "Stingers" (F/A-18E)
    - VFA-115 "Eagles" (F/A-18E)
    - VFA-122 "Flying Eagles" (F/A-18E)
    - VFA-137 "Kestrels" (F/A-18E/F)
    - VFA-147 "Argonauts" (F/A-18E)
    - VFA-151 "Vigilantes" (F/A-18E)
    - VFA-154 "Black Knights" (F/A-18F)
    - VFA-192 "Golden Dragons" (F/A-18E)
    - VFA-195 "Dambusters" (F/A-18E)

  - Flotta Atlantica
    - VFA-11 "Red Rippers" (F/A-18F)
    - VF-31|VFA-31 "Tomcatters" (F/A-18E)
    - VFA-32 "Swordsmen" (F/A-18F)
    - VFA-34 "Blue Blasters" (F/A-18E)
    - VFA-81 "Sunliners" (F/A-18E)
    - VFA-103 "Jolly Rogers" (F/A-18F)
    - VFA-105 "Gunslingers" (F/A-18E)
    - VFA-106 "Gladiators" (F/A-18F)
    - VFA-136 "Knighthawks" (F/A-18E)
    - VFA-143 "Pukin' Dogs" (F/A-18E)
    - VFA-146 "Blue Diamonds" (F/A-18E)
    - VFA-211 "Fighting Checkmates" (F/A-18F)
    - VFA-213 "Black Lions" (F/A-18F)

  - Unità di test e valutazione
    - VX-9 "Vampires" (Air Test and Evaluation Squadron, opera con F/A-18F e altri aerei
    - VX-23 "Salty Dogs" (Air Test and Evaluation Squadron, opera con F/A-18F e altri aerei
    - VX-31 "Dust Devils" (Air Test and Evaluation Squadron, opera con F/A-18F e altri aerei
    - NSAWC (Naval Strike and Air Warfare Center), opera con F/A-18F e altri aerei

  - Pattuglie Acrobatiche
    - Blue Angels (F/A-18E - F/A-18F)

Sia United States Navy sia Royal Australian Air Force hanno a disposizione un totale di 12 aerei per squadrone.

## Esportazioni possibili
Svizzera
- Forze aeree svizzere

Nel 2012 la Svizzera annunciò come vincente il Saab JAS 39 Gripen nel programma d'armamento che prevedeva l'acquisizione di 22 caccia di 4+/4++ generazione per le sue forze aeree. All'assegnazione avevano partecipato il Saab JAS 39 Gripen, l'Eurofighter Typhoon, il Dassault Rafale e il Boeing F/A-18 Super Hornet (quest'ultimo successivamente fu ritirato dalla Boeing, che si rese conto di essere fuori mercato nella competizione, a causa del costo troppo elevato del proprio esemplare).
Nel 2022 la Svizzera non ha ancora ordinato gli F-35.

## Specifiche (F/A-18E/F)

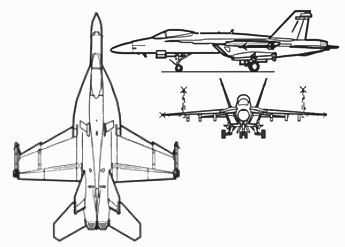
Tre viste del progetto del Super Hornet

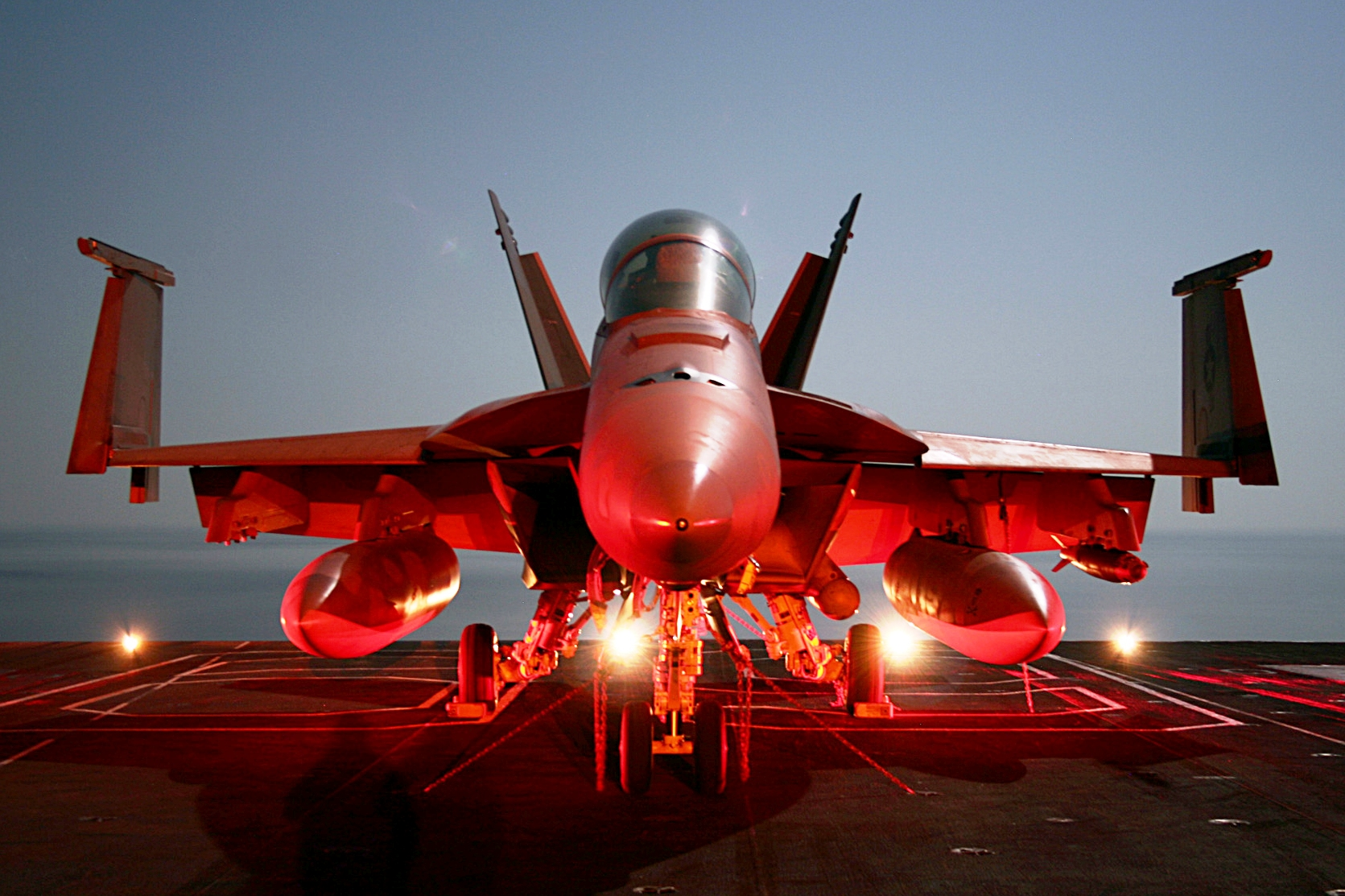
Un F/A-18F parcheggiato sul ponte di volo del USS Dwight D. Eisenhower (CVN-69), operante nel Mar Arabico, dicembre 2006

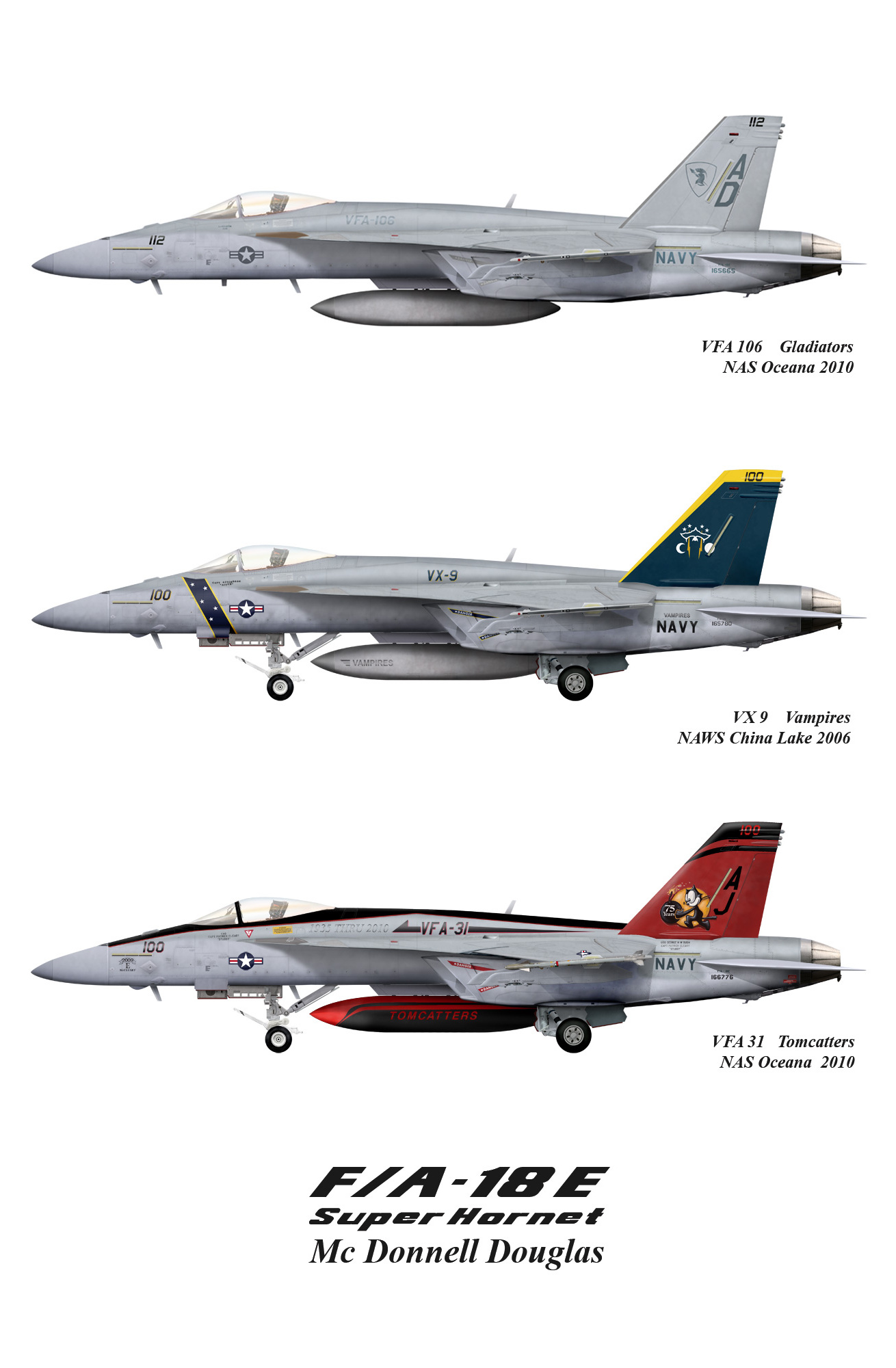
Tre differenti combinazioni di colori per F/A-18E

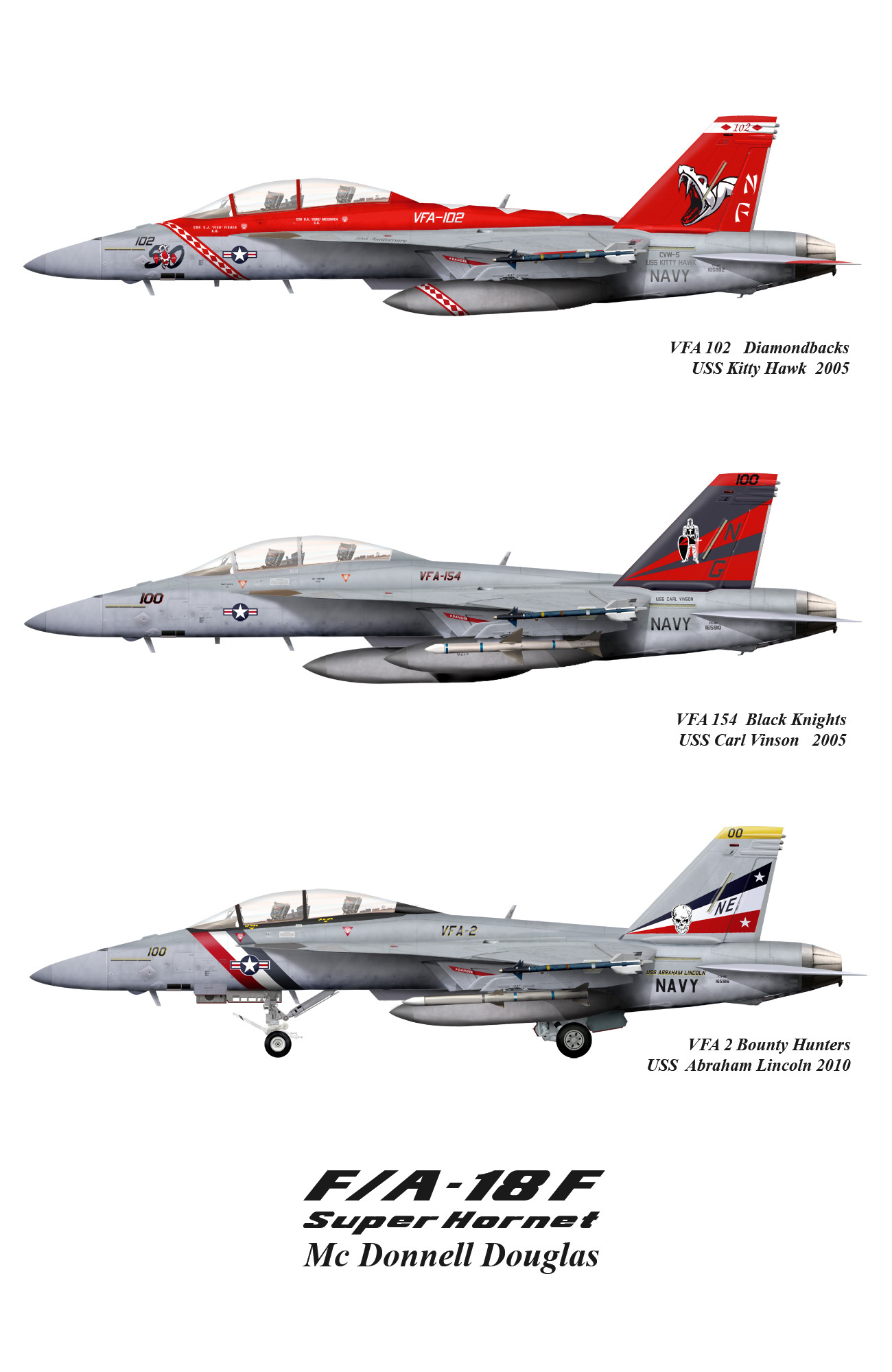
Tre differenti combinazioni di colori per F/A-18F

Caratteristiche generali
- Equipaggio: F/A-18E 1, F/A-18F 2
- Lunghezza: 18,31 m
- Apertura alare: 13,62 m
- Altezza: 4,88 m
- Superficie alare: 46,5 m²
- Peso a vuoto: 14 552 kg
- Peso carico: 21 320 kg (in configurazione da caccia)
- Peso massimo al decollo: 29 937 kg
- Propulsione: 2 x General Electric F414-GE-400 turbofans
  - Spinta a secco: 62,3 kN
  - Spinta con postbruciatore: 97,9 kN
- Carburante interno: F/A-18E: 6 780 kg, F/A-18F: 6 354 kg
- Carburante esterno: 5 × 480 gal serbatoi, totale 7 381 kg

Prestazioni
- Velocità massima: Mach 1,8 (1 915 km/h) a 13.190 m
- Raggio: 2 346 km (1 275 nmi) con due AIM-9
- Raggio d'azione: 722 km (390 nmi) missioni interdizione
- Trasferimento: 3 330 km (1,800 nmi)
- Tangenza: 15 000 m
- Rateo di salita: 228 m/s
- Carico alare: 459 kg/m²
- Rapporto spinta/peso: 0,93
- Fattore di carico: 7,6g

Armamento e avionica
- Cannoni: 1× 20 mm M61 Vulcan montato sul muso, mitragliatrice Gatling da 578 colpi
- Piloni: 11 totali: 2× estremità alari, 6× sotto le ali e 3× sotto la fusoliera, con una capacità totale di 8 050 kg
- Missili
  - Missile aria-aria:
    - 4× AIM-9 Sidewinder o 4× AIM-120 AMRAAM, e
    - 2× AIM-7 Sparrow o 2× AIM-120 AMRAAM

  - Missile aria-superficie:
    - AGM-65 Maverick
    - AGM-84H/K Standoff Land Attack Missile Expanded Range (SLAM-ER)
    - AGM-88 HARM Anti-radiation missile
    - AGM-154 Joint Standoff Weapon (JSOW)
    - AGM-158 Joint Air-to-Surface Standoff Missile (JASSM)

  - Missili antinave:
    - AGM-84 Harpoon
    - Long Range Anti-Ship Missile (LRASM)
- Bombe
  - JDAM precision-guided munition
  - Paveway bomba a guida laser
  - Mk 80 series iron bombs
  - CBU-87 Combined Effects Munition
  - CBU-78 Gator
  - CBU-97 Sensor Fuzed Weapon
  - Mk 20 Rockeye II
- Altro
  - SUU-42A/A Flares/Infrared decoys, Chaff, dispersori pod
  - ECM pod
  - AN/ASQ-228 ATFLIR
  - Cinque punti d'aggancio per i serbatoi da 330 U.S. gal (1.200 L) o 480 U.S. gal (1.800 L) uno sotto la fusoliera e quattro sotto le ali; questi ultimi possono essere utilizzati per rifornimento in volo per altri aerei (air refueling system ovvero ARS)
- Avionica
  - Hughes APG-73 o Raytheon APG-79 Radar
  - Northrop Grumman/ITT AN/ALE-165 auto protezione jammer pod o BAE Systems AN/ALE-214 sistema difensivo integrato delle contromisure elettroniche
  - Raytheon AN/ALE-50 o BAE Systems AN/ALE-55 esche trainate
  - Northrop Grumman AN/ALR-67(V)3 allarme radar ricevitore
  - MIDS LVT o MIDS JTRS data link ricetrasmettitore